# Castiarina viridissima
Castiarina viridissima es una especie de escarabajo barrenador metálico del género Castiarina, categorizada en la tribu Stigmoderini, de la subfamilia Buprestinae.

## Distribución
Se distribuye por Australasia.

## Taxonomía
Fue descrita científicamente por Barker, 1987.
Tratamiento taxonómico
La especie aparece registrada y publicada en ''Eighteen new species of Stigmodera (Castiarina) (Coleoptera: Buprestidae). Transactions of the Royal Society of South Australia 111(3):133-146. (1987).